# Deania profundorum
El quelvacho flecha o cazón cabeza de flecha, Deania profundorum, es una especie de tiburón perro de la familia Centrophoridae.

## Características físicas
El quelvacho flecha tiene un hocico muy largo como una flecha, carece de aleta anal, aletas dorsales un poco más alta con espina. Este es el más pequeño del género con una longitud máxima de sólo 76 cm.

## Distribución
Se encuentra en el Océano Pacífico alrededor de Filipinas, en el  Océano Atlántico occidental fuera de Carolina, en el Atlántico oriental a lo largo de África, costa oriental, y en el Océano Índico de Sudáfrica.

## Hábitos y hábitat
Este tiburón es una especie de aguas profundas, vive a profundidades de 300 y 1.785 m. Es ovovivíparo con 5-7 crías por camada. Se alimenta de peces óseos,  y crustáceos.